# Igraszki z diabłem (Teatr Telewizji 1979)
Igraszki z diabłem – spektakl Teatru Telewizji w reżyserii Tadeusza Lisa z 1979 na podstawie sztuki Jana Drdy pod tym samym tytułem.
Premierowa emisja telewizyjna odbyła się w poniedziałek 14 stycznia 1980.

## Obsada
- Marian Kociniak jako Marcin Kabat
- Jerzy Kamas jako diabeł Solfernus
- Jan Kociniak jako anioł Teofil
- Wojciech Pokora jako pustelnik Scholastyk
- Magdalena Zawadzka jako Kasia
- Krzysztof Kowalewski jako zbój Sarka-Farka
- Janusz Gajos jako diabeł Omnimor
- Barbara Wrzesińska jako królewna Disperanda
- Tadeusz Kondrat jako diabeł Belzebub
- Marek Kondrat jako diabeł Lucjusz
- Andrzej Fedorowicz jako łowczy
- Zdzisław Wardejn jako diabeł Belial
- Jan Prochyra jako diabeł Karborund
- Jan Jurewicz jako diabeł
- Janusz Rewiński jako diabeł
- Maciej Szary jako diabeł

## Inne inscenizacje
Realizacja ta została wydana w 2001 r. przez Telewizję Polską na kasecie VHS z cyklu "Złota Setka Teatru Telewizji", a następnie na płycie DVD w tym samym cyklu. Wydano ją także na płycie DVD w cyklu "Kocham Teatr" w 2007, razem z książkowym wydaniem sztuki.
Muzykę skomponowaną przez Tomasza Kiesewettera opublikowano wcześniej w formie nutowej (Igraszki z diabłem. Partytura z głosami, Wydawnictwo Muzyczne Agencji Autorskiej, Warszawa 1978).
Inne realizacje sztuki „Igraszki z diabłem” w Teatrze Telewizji:
- 1966, reż. Władysław Jarema
- 1969 reż. Tadeusz Aleksandrowicz
- 2020 reż. Artur Więcek "Baron"

## Nagrody
W 1980 w Olsztynie na Festiwalu Polskiej Twórczości Telewizyjnej Tadeusz Lis otrzymał nagrodę „Złotego Szczupaka” w kategorii teatr (ex-aequo z Andrzejem Zakrzewskim za spektakl „Zegarek” i Andrzejem Chrzanowskim za  spektakl „Wielki człowiek”), a Marek Kondrat za kreację aktorską.